# کودواچوو
کودواچوو (به لهستانی:  Kudłaczewo) یک روستا در لهستان است که در گمینا وانسوش (استان پودلاسکی) واقع شده‌است.